# Unterseeboot U-161 (1918)
Pour les autres navires du même nom, voir Unterseeboot 161.
L'Unterseeboot U-161 est l’un des 329 sous-marins de la marine impériale allemande pendant la Première Guerre mondiale. Il a participé à la guerre navale et a pris part à la première bataille de l'Atlantique.
L'U-161 est livré aux Alliés à Harwich le 20 novembre 1918, conformément aux exigences de l’armistice avec l’Allemagne. Après avoir été exposé à HMNB Devonport en décembre 1918, il y fut ensuite mis à l’abri jusqu’à ce qu’il soit coulé dans la Manche le 30 juin 1921 par les tirs des sous-marins HMS L21 et HMS L52, en compagnie du U-135.

## Conception
Les sous-marins de type U 93 ont été précédés par les sous-marins de type U 87, plus courts. L'U-161 avait un déplacement de 821 tonnes en surface et 1002 tonnes en immersion. Il avait une longueur hors tout de 71,55 m, et 56,05 m pour la coque sous pression, un maître-bau de 6,30 m, une hauteur de 8,25 m et un tirant d'eau de 3,88 m. Le sous-marin était propulsé par deux moteurs de 2400 ch (1800 kW) en surface et par deux moteurs de 1230 ch (900 kW) en immersion. Il avait deux arbres d'hélice et deux hélices de 1,70 m de diamètre. Il était capable de fonctionner jusqu’à 50 mètres.
La vitesse maximale du sous-marin était de 16,2 nœuds (30,0 km/h) en surface et de 8,2 nœuds (15,2 km/h) en immersion. Il pouvait parcourir 8500 milles marins (15700 km) à 8 nœuds (15 km/h) en surface et 50 milles marins (93 km) à 5 nœuds (9,3 km/h) en immersion. L'U-161 était armé de six tubes lance-torpilles de 50 centimètres, quatre à l’avant et deux à l’arrière, de douze à seize torpilles, et d’un canon de pont de 10,5 cm SK L/45. Il avait un équipage de trente-six hommes : trente-deux matelots et quatre officiers.

## Affectations
- Flottille IV : de date de début inconnue au 11 novembre 1918.

## Commandants
- Kapitänleutnant Waldemar von Münch [4] : du 29 juin au 11 novembre 1918.